# Hans Wilhelmsson (skridskoåkare)
Hans Wilhelmsson, (född 14 februari 1936 i Eskilstuna död 5 januari 2004 i Karlsborg) var en svensk skridskolöpare. Han tävlade för IF Castor. Utanför idrottskarriären arbetade Wilhelmsson bland annat som bilförsäljare, försäkringsman och bankdirektör.

## Meriter
- Olympisk fjärdeplats 1960[2]

## Priser och utmärkelser
- Årets idrottsprestationer - 1960 [3]

### Fotnoter
1. ↑  ”Dödsfall i Sverige”. Helsingbrogs Dagblad. 15 januari 2004. Arkiverad från originalet den 3 november 2014. https://web.archive.org/web/20141103192359/http://hd.se/familj/2004/01/15/doedsfall_sverige/. Läst 25 mars 2013.
2. ↑  ”Semifinalen 29 april 2005”. Värmlands Idrottshistoriska Sällskap - vis.info.se. 16 mars 2005. http://vis.50webs.com/filer/semi2050429.html. Läst 25 mars 2013.
3. ↑  ”Årets idrottsprestationer”. Jämtland-Härjedalens idrottsförbund. Arkiverad från originalet den 3 november 2014. https://web.archive.org/web/20141103194034/http://iof4.idrottonline.se/Riksidrottsforbundet/Distrikt/Jamtland-HarjedalensIF/Administration/StipendierUtmarkelser/AretsIdrottsprestationer/. Läst 25 mars 2013.